# Atlantická hurikánová sezóna 2001
Atlantická hurikánová sezóna 2001 trvala od 4. června do 6. prosince 2001. Celkem se utvořilo 17 bouří, z nich byly 2 tropické deprese, 6 tropických bouří a 9 hurikánů. Nejhorší z bouří byl hurikán Michelle, který usmrtil 22 lidí a 62 lidí se pohřešuje. Jsou to obyvatelé střední Ameriky a Antil. Průměrná nejvyšší rychlost všech bouří je 129 km/h. Vyskytly se všechny druhy bouří (deprese, bouře i hurikány). Co se týče sil hurikánů, 4× to byl hurikán 1. stupně (Gabrielle, Karen, Noel, Olga), 1× 2. stupně (Humberto), 2× 3. stupně (Erin, Felix) a 2× 4. stupně (Iris, Michelle).

## Seznam bouří
| Název                            | Od     | Do     | Nejvyšší rychlost větru | Zasažená území                                                                                             | Počet mrtvých        | Škoda                   | Poznámky                                                  |
| -------------------------------- | ------ | ------ | ----------------------- | --- | -------------------- | ----------------------- | --------------------------------------------------------- |
| Tropická bouře Allison           | 4.6.   | 17.6.  | 95 km/h                 | Texas, Louisiana, východ USA                                                                               | 55                   | 9 bilionů $             | zdevastován jihovýchod Texasu                             |
| Tropická deprese Two             | 11.7.  | 12.7.  | 45 km/h                 | Atlantský oceán                                                                                            | neudáno              | neznámá                 | přehnala se přes Atlantský oceán                          |
| Tropická bouře Barry             | 2.8.   | 7.8.   | 110 km/h                | Kuba, Florida, Alabama                                                                                     | 9                    | 30 milionů $            | mrtví z Kuby a Floridy                                    |
| Tropická bouře Chantal           | 14.8.  | 22.8.  | 110 km/h                | Návětrné ostrovy, Jamajka, Belize, Mexiko                                                                  | 2                    | 4 milionů $             | mrtví na Trinidadu                                        |
| Tropická bouře Dean              | 22.8.  | 28.8.  | 110 km/h                | Malé Antily, Panenské ostrovy, Portoriko, Bahamy, Bermudy, Kanada                                          | 0                    | 7,7 milionů $           |                                                           |
| Hurikán Erin (3. kategorie)      | 1.9.   | 15.9.  | 195 km/h                | Bermudy, Kanada, východ USA                                                                                | 0                    | neznámá                 | přehnal se přes Atlantský oceán                           |
| Hurikán Felix (3. kategorie)     | 7.9.   | 19.9.  | 185 km/h                | Atlantský oceán                                                                                            | neudáno              | neznámá                 | přehnal se přes Atlantský oceán                           |
| Hurikán Gabrielle (1. kategorie) | 11.9.  | 19.9.  | 130 km/h                | Florida, Kanada                                                                                            | 3                    | menší než 230 milionů $ |                                                           |
| Tropická deprese Nine            | 19.9.  | 20.9.  | 55 km/h                 | Nikaragua, Salvador                                                                                        | neudáno              | neznámá                 |                                                           |
| Hurikán Humberto (2. kategorie)  | 21.9.  | 27.9.  | 165 km/h                | Bermudy | 0                    | neznámá                 |                                                           |
| Hurikán Iris (4. kategorie)      | 4.10.  | 9.10.  | 230 km/h                | Návětrné ostrovy, Hispaniola, Jamajka, Honduras, Belize, Guatemala, východ Mexika                          | 36                   | 250 milionů $           | mrtví z Belize, Dominikánské republiky, Guatemaly, Mexika |
| Tropická bouře Jerry             | 6.10.  | 8.10.  | 85 km/h                 | Barbados, Návětrné ostrovy, východ Karibského moře                                                         | neudáno              | neznámá                 |                                                           |
| Hurikán Karen (1. kategorie)     | 12.10. | 15.10. | 130 km/h                | Bermudy, Kanada                                                                                            | 0                    | neznámá                 |                                                           |
| Tropická bouře Lorenzo           | 27.10. | 31.10. | 65 km/h                 | Atlantský oceán                                                                                            | 0                    | neznámá                 |                                                           |
| Hurikán Michelle (4. kategorie)  | 29.10. | 5.11.  | 220 km/h                | Jamajka, Kostarika, Nikaragua, Honduras, Kajmanské ostrovy, Kuba, Florida, Bahamy, Turks a Caicos, Bermudy | 22, 62 pohřešovaných | 2 biliony $             | nejsilnější bouře sezóny                                  |
| Hurikán Noel (1. kategorie)      | 4.11.  | 6.11.  | 120 km/h                | Atlantský oceán                                                                                            | neudáno              | neznámá                 |                                                           |
| Hurikán Olga (1. kategorie)      | 24.11. | 4.12.  | 150 km/h                | Bermudy, Bahamy, Kuba, Florida                                                                             | 0                    | neznámá                 |                                                           |